# Anna Shaffer
Anna Shaffer (Londen, 15 maart 1992) is een Brits actrice.

## Carrière
Shaffer werd gecast voor de film Harry Potter en de Halfbloed Prins uit 2009, waarin ze de rol van Regina Valster speelt. Ze is ook te zien in de vervolgdelen Harry Potter en de Relieken van de Dood deel 1 en deel 2 uit 2010 en 2011.
Eind 2010 werd bekend dat ze de rol van Ruby ging spelen in de Britse soapserie Hollyoaks. Ze verliet de serie in 2014, maar keerde in 2017 en 2018 korte tijd terug.
Ze speelt in 2019 in de Netflix-serie The Witcher de rol van Triss Merigold.

## Filmografie

### Films
- Harry Potter en de Halfbloed Prins (2009)
- Harry Potter en de Relieken van de Dood deel 1 (2010)
- Harry Potter en de Relieken van de Dood deel 2 (2011)
- I Am Vengeance (2018)

### Televisieseries
- Hollyoaks (2011-2014, 2017, 2018)
- Glue (2014)
- Class (2016)
- Fearless (2017)
- The Witcher (2019-2021)